# تين مان هو
تين مان هو (بالصينية: 田文豪) (5 مارس 1990 بهونغ كونغ في الصين - ) هو لاعب كرة قدم صيني في مركز حراسة المرمى. شارك مع منتخب هونغ كونغ تحت 23 سنة لكرة القدم. أما مع النوادي، فقد لعب مع نادي جنوب الصين وWanchai SF ‏.

## وصلات خارجية
- تين مان هو على موقع قاعدة بيانات كرة القدم.إي يو (الإنجليزية)
- تين مان هو على موقع Soccerway.com (الإنجليزية)